# Katolicka Agencja Informacyjna

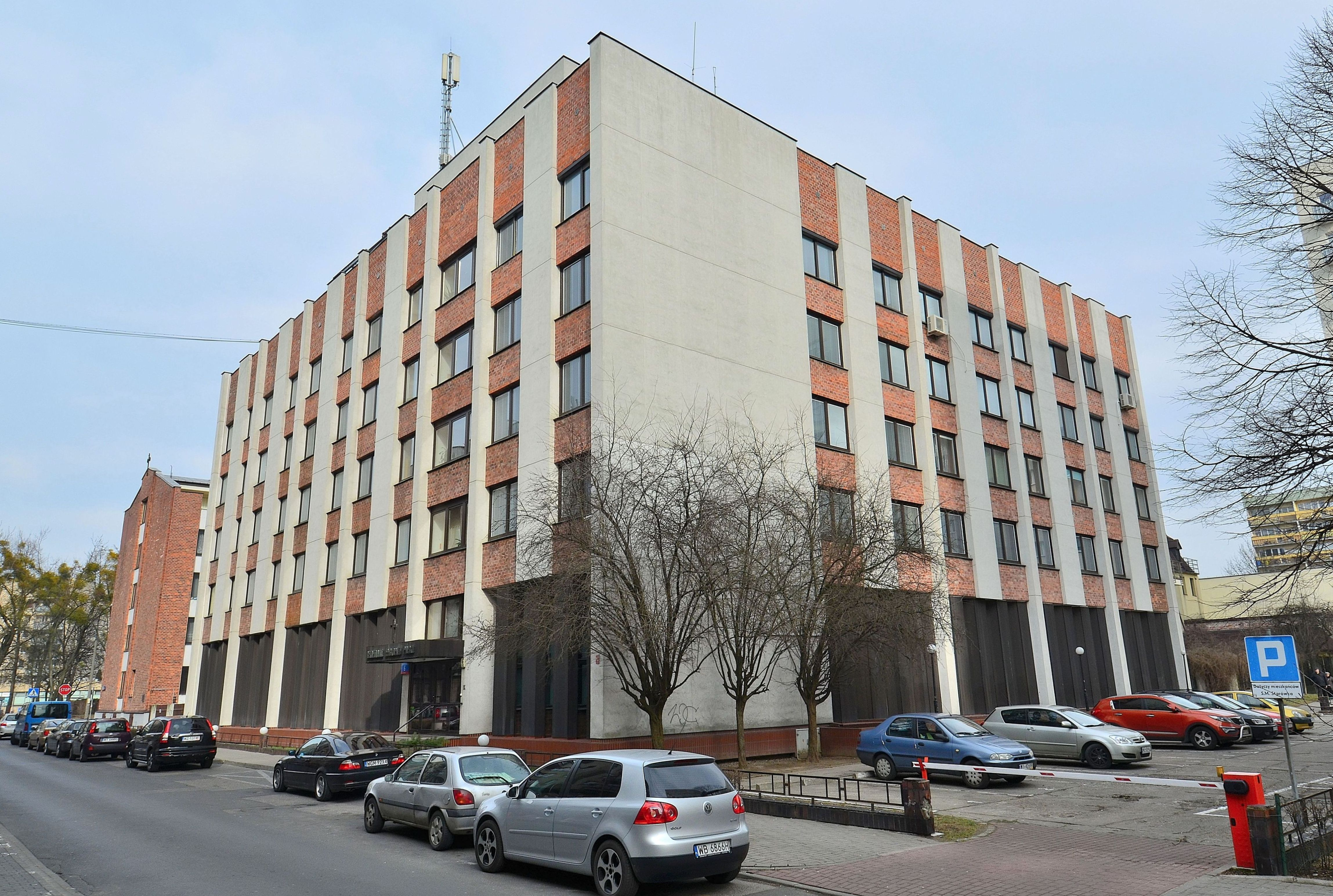
Siedziba KAI przy skwerze kard. Stefana Wyszyńskiego 6 w Warszawie

Katolicka Agencja Informacyjna (KAI) – polska agencja powołana w 1993 przez Konferencję Episkopatu Polski celem informowania o wydarzeniach związanych z działalnością Kościoła katolickiego na całym świecie. Jest jedyną tego typu redakcją w tej części Europy. Głównym założeniem KAI jest ewangelizacja przez informację polegająca na przekazywaniu wiadomości religijnych oraz przedstawieniu stanowiska Kościoła w różnych kwestiach. Agencja stara się opisywać całość zjawisk związanych z Kościołem. Jest głównym źródłem informacji większości katolickich i świeckich w Polsce: prasowych, radiowych, telewizyjnych i portali internetowych.

## Skład KAI
- Rada programowa[2]
  - przewodniczący –  abp Adrian Galbas SAC
  - członek – abp Stanisław Budzik
  - członek –  abp Wiesław Śmigiel
  - członek –  bp Rafał Markowski
  - członek –  bp Grzegorz Suchodolski

- Zarząd 
  - prezes – o. Stanisław Tasiemski OP (od 2025)[3]

- Redakcja
  - redaktor naczelny – Marcin Przeciszewski (od 1993)
  - zastępca redaktora naczelnego – Tomasz Królak

- Prezesi
  - Marcin Przeciszewski (1993–2025)
  - o. Stanisław Tasiemski OP (od 2025)

- Dział krajowy
  - kierownik –  Tomasz Królak[4]
  - Łukasz Kasper
  - Dawid Gospodarek
  - Anna Rasińska
  - Maria Czerska

- Dział zagraniczny
  - kierownik –  Krzysztof Tomasik
  - Paweł Bieliński
  - Krzysztof Gołębiowski
  - o. Stanisław Tasiemski OP

- Portal ekAI.pl[5]
  - Hubert Szczypek –  kierownik działu
  - Alicja Kościesza

- Internetowy Dziennik Katolicki
  - Joanna Operacz
  - Wojciech Załuska

- Dział marketingu i sprzedaży
  - Rafał Łączny –  dyrektor działu

- Administracja
  - Jacek Jakubiak –  dyrektor finansowy
  - Barbara Magoń –  menadżer ds. kadr

- Korespondenci krajowi[6]
  - Teresa Margańska –  Białystok
  - Robert Karp –  Bielsko Biała, Żywiec
  - Marcin Jarzembowski –  Bydgoszcz
  - ks. Mariusz Frukacz –  Częstochowa
  - ks. Marcin Gołębiewski –  Drohiczyn
  - ks. Piotr Towarek –  Elbląg
  - Renata Różańska, ks. Krzysztof Zubrzycki –  Ełk
  - ks. Krystian Kletkiewicz –  Gdańsk
  - ks. Sebastian Wiśniewski –  Gliwice
  - Bernadeta Kruszyk –  Gniezno
  - Mirosława Szymusik, Izabela Tyras –  Jasna Góra
  - Ewa Kotowska –  Kalisz
  - ks. Sebastian Kreczmański –  Katowice
  - Agnieszka Dziarmaga –  Kielce
  - Katarzyna Matejek, ks. Wojciech Parfianowicz, Arkadiusz Wilman –  Koszalin, Kołobrzeg
  - Magdalena Dobrzyniak, Liliana Leda, Łukasz Kaczyński, Karolina Krawczyk –  Kraków
  - ks. Waldemar Wesołowski –  Legnica
  - Robert Adamczyk –  Licheń
  - Damian Burdzań, Olga Cieniuch, ks. Adam Jaszcz –  Lublin
  - ks. Tomasz Trzaska –  Łomża
  - ks. Andrzej Sylwanowicz –  Łowicz
  - Łukasz Głowacki, ks. Paweł Kłys, Antoni Zalewski –  Łódź
  - Jan Głąbiński –  Nowy Targ
  - ks. Maciej Bartnikowski, ks. Ireneusz St. Bruski –  Olsztyn
  - Hanna Honisz –  Opole
  - Krzysztof Stępkowski –  ordynariat polowy
  - ks. Ireneusz Smagliński –  Pelplin
  - Elżbieta Grzybowska –  Płock
  - ks. Maciej Szczepaniak, Małgorzata Szewczyk, Błażej Tobolski –  Poznań
  - Paweł Bugira –  Przemyśl
  - Radosław Mizera –  Radom
  - ks. Tomasz Nowak –  Rzeszów
  - Andrzej Piskulak – Sandomierz
  - Edyta Łukaszewska –  Siedlce
  - Jarosław Ciszek, ks. Jarosław Kwiecień –  Sosnowiec
  - Piotr Kołodziejski –  Szczecin
  - ks. Daniel Marcinkiewicz –  Świdnica
  - Ewa Biedroń –  Tarnów
  - ks. Paweł Borowski –  Toruń
  - Magdalena Gronek –  Warszawa-Praga
  - ks. Artur Niemira –  Włocławek
  - ks. Rafał Kowalski –  Wrocław
  - ks. Piotr Spyra, Joanna Suszko –  Zamość, Lubaczów
  - Krzysztof Król, Wanda Milewska –  Zielona Góra, Gorzów Wielkopolski

## Nagrody i wyróżnienia
- 2013 – Nagroda Pojednania[7].
- 2018 – Nagroda TOTUS TUUS medialny im. bp. Jana Chrapka[1].
- 2019 – Medal „Benemerenti” za zasługi na rzecz misji[8].
- 2020 – Medal Misji Jana Karskiego za „dzieło budowy dialogu i pokoju międzyreligijnego”[9].